# Titelitury
Titelitury / Rumpelstiltskin / Hałasik / Rumpelsztyk (oryg. Rumpelstilzchen) – tytuł jednej z baśni braci Grimm, także imię jej bohatera złowrogiego karła, postaci z germańskiego folkloru ludowego. Baśń została opublikowana w pierwszym tomie zbioru Baśni w 1812 roku (nr 55).

## Imię bohatera w języku polskim
Imię bohatera, które jest zarazem tytułem baśni, sprawiało wiele problemów tłumaczom. Rumpelstilzchen to postać z germańskiego folkloru, która nie ma ścisłego odpowiednika w systemie polskich wierzeń ludowych. Przed tłumaczami stawał wybór: albo zostawić w wersji oryginalnej, albo wyszukać dla niego synonim znaczeniowy. Tłumaczka Zofia Antonina Kowerska w 1896 roku wprowadziła imię Dydko (postać z polskiego folkloru, niezupełnie pasująca). Z kolei inny tłumacz, Rościszewski, w wydanym w 1929 roku przekładzie wprowadził neologizm – Rupiec-Kopeć. W przedwojennym tłumaczeniu baśni dokonanym przez Marcelego Tarnowskiego karzeł pojawił się zaś pod imieniem Hałasik. Imię to zostało zmienione przez redakcję pełnego dwutomowego wydania Ludowej Spółdzielni Wydawniczej z 1982 roku (tłumaczenie Emilii Bielickiej ze 100 baśniami w przekładzie Tarnowskiego uzupełnionymi i opracowanymi przez nową tłumaczkę) na Titelitury. Zmianę imienia argumentowano łatwością wyśpiewania go przez ptaka, który według redakcji miał je wyjawić, jednak w baśni nie pojawia się żaden ptak, a wybrane przez nią imię do złudzenia przypomina to należące do szwedzkiego demona zwanego Titteli Ture, który, podobnie jak Rumpelstilzchen, każe w baśni odgadnąć, jak się nazywa. W nowym przekładzie zatytułowanym Baśnie dla dzieci i dla domu (wydawnictwo Media Rodzina, Poznań 2010), za który odpowiada Eliza Pieciul-Karmińska, postać ta zwie się Rumpelsztyk. W niektórych polskich tłumaczeniach zagranicznych adaptacji filmowych tej baśni imię karła tłumaczy się na Rumpelstiltskin bądź Rumplestiltskin (forma angielska).

## Fabuła baśni
Pewien młynarz skłamał królowi, że ma córkę, która potrafi prząść złoto ze słomy. Król postanowił wypróbować zdolności dziewczyny i zamknął ją w wieży ze słomą, którą miała prząść przez trzy noce. Jeżeli słoma nie zostałaby uprzędzona, dziewczyna utraciłaby życie. Kiedy córka młynarza zaczęła rozpaczać nad swoim losem, w pomieszczeniu pojawił się karzełek oferujący swą pomoc. Sprządł całą słomę w zamian za pierścień z palca młynarzówny. Kolejnej nocy otrzymał jako zapłatę naszyjnik. Jednakże ostatniej nocy dziewczyna nie miała już nic do zaoferowania i karzeł wymógł na niej obietnicę, że odda mu swoje pierworodne, nowo narodzone dziecko.
Król poślubił dziewczynę i kiedy powiła mu dziecko, zjawił się karzeł po odbiór zapłaty. Przerażona dziewczyna oferowała mu, aby w zamian za dziecię przyjął coś innego, jednakże karzeł odmówił. Zgodził się jednak na odstąpienie od swych żądań pod warunkiem, że w ciągu 3 dni odgadnie jego imię. Król rozesłał posłańców po całym królestwie w poszukiwaniu imion, ale niestety wszystkie, które podawała królowa karłowi, okazywały się błędne. Aż w końcu któryś z posłańców podpatrzył w górach, jak jakiś karzeł tańczy przy ognisku i śpiewa:
„Dzisiaj będę warzył, jutro będę smażył,
A pojutrze odda mi królowa dziecię!
Bo nikt nie wie o tym, żem jest Titelitury,
O tym nie wie nikt na całym świecie!”
Kiedy królowa podała imię, karzeł wykrzyknął: „Chyba sam diabeł ci to powiedział” i rozdarł się na dwoje.

## Nawiązania i adaptacje
- Rumpelstiltskin (Rumpelstiltskin) – amerykańsko-izraelski film z 1987 roku.
- Nowe baśnie braci Grimm: Seria II (Imię skrzata – odcinek 21) – japoński serial animowany z 1987 roku.
- Ponadczasowe Opowieści z Hallmarku (Rumpelstiltskin – odcinek 6) – amerykański serial animowany z 1991 roku.
- Baśnie Braci Grimm: Simsala Grimm: Seria I (Titelitury – odcinek 11) – niemiecki serial animowany z 1999 roku.
- Władca dusz (Rumpelstiltskin) – amerykański film z 1995 roku.
- Klub Winx – amerykańsko-włoski serial fantastyczny emitowany od 2004 roku. Postać pojawia się w 6 sezonie. W polskiej wersji zwany jest Rumpelsztykiem i występuje jako jedno ze stworzeń Legendarium.
- 7 krasnoludków: Las to za mało – historia jeszcze prawdziwsza – niemiecki film z 2006 roku.
- Shrek Trzeci – amerykański film animowany z 2007 roku. Postać przypominająca Titeliturego pojawia się epizodycznie (karzeł w spelunie).
- Rumpelstiltskin (Rumpelstilzchen) – austriacki film z 2007 roku.
- Rumpelstiltskin (Rumpelstilzchen) – niemiecki film z 2009 roku.
- Shrek Forever – amerykański film animowany z 2010 (kontynuacja). Jest głównym antagonistą (nieidentyczny z karłem z części trzeciej).
- Dawno, dawno temu (Once Upon a Time) – serial od 2011 do 2018 roku.
- Baśniowa opowieść – wydana w 2022 roku powieść Stephena Kinga.
- Monster - manga napisana i zilustrowana przez Naokiego Urusawe